# Nikon D3100
La Nikon D3100 è una reflex digitale da 14.2 megapixel in formato DX con attacco Nikon F-mount annunciata da Nikon il 19 agosto 2010. Sostituisce la Nikon D3000, posizionandosi come entry level delle reflex Nikon. Ha introdotto il nuovo processore d'immagine Nikon EXPEED 2 ed è stata la prima DSLR Nikon a supportare nativamente la registrazione di filmati full HD con autofocus e codec H.264, al posto del Motion JPEG. È stata anche la prima reflex Nikon a prevedere la registrazione di filmati Full HD a più di un frame rate.
L'uso è facilitato da due Modi Guida: Easy Operation and Advanced Operation tutorial. Il 19 aprile 2012, è stata sostituita dalla Nikon D3200, pur continuando ad essere commercializzata.

## Specifiche tecniche
- Sensore CMOS da 14.2-megapixel Nikon DX con risoluzione a 12 Bit.
- Processore d'immagine Nikon EXPEED 2.
- Active D-Lighting.
- Correzione automatica dell'aberrazione cromatica.
- Pulizia sensore a vibrazione integrata.
- Schermo LCD TFT da 3" con risoluzione di 230,000 punti non orientabile.
- Drive up fino a 3 frames al secondo.
- Live view.
- Registrazione di video Full High Definition (1080p per 10 minutes a 24 FPS, H.264 codec), o 720p30/25/24 e 480p24.
- Autofocus in real time durante la registrazione di video.
- 3D Color Matrix Metering II con sistema di riconoscimento automatico della scena.
- Sensore Autofocus 3D Tracking Multi-CAM 1000 con 11 punti AF.
- Sensibilità ISO da 100 a 3200 (6400 and 12800 con boost).
- Attacco Nikon F-mount. Può montare lenti Pre-AI con supporto per il telemetro elettronico.
- Sistema di esposizione per flash i-TTL, con supporto per lampeggiatori esterni wireless.
- Ritocco fotografico in-camera.
- Formati di scatto: JPEG, NEF (il formato RAW di Nikon).
- Compatibile con schede di memoria SDXC.

Come le altre DSLR consumer di Nikon, è sprovvista del motore di autofocus interno, pertanto per ottenere la messa a fuoco completamente automatica sono necessarie lenti con motore autofocus integrato. Con qualsiasi altro tipo di lenti, il telemetro elettronico della fotocamera può essere usato per aggiustare manualmente il fuoco.

## Accessori
La Nikon D3100 può essere coadiuvata da una serie di accessori, fra i quali:
- Unità GPS Nikon GP-1 GPS per il geotagging diretto.
- Battery grip di terze parti.
- Custodia morbida Nikon CF-DC1.
- Varie unità flash Nikon.

## Accoglienza
La D3100 è stata recensita da molti siti indipendenti, con immagini comparative a tutte le velocità ISO suscitando una buona accoglienza e l'ottimo rapporto qualità/prezzo. Nella classifica delle reflex più usate giornalmente da parte degli utenti della comunità di fotografi Flickr, al 24 aprile 2014 si piazza al secondo posto.